# Nentershausen, Westerwald
Nentershausen, Westerwald là một đô thị trong huyện Westerwald bang Rheinland-Pfalz thuộc nước Đức. Đô thị Nentershausen, Westerwald có diện tích 7,55 km², dân số là 2019 người (31/12/2006).